# Abbaye de Sandau
L'abbaye de Sandau est une ancienne abbaye bénédictine en face de la ville de Landsberg am Lech, sur la rive droite du Lech, dans le Land de Bavière et l'archidiocèse de Munich et Freising.

## Histoire
Le monastère est fondé vers 740 par les frères Waldram, Eliland et Landfrid, comtes d'Antdorf du clan aristocratique des Huosi (de), en collaboration avec l'abbaye de Benediktbeuern, où Landfrid devient le premier abbé, et six autres monastères (les monastères de Schlehdorf, Seiferstetten, Wessobrunn (de) et les trois couvents de Kochel (de), Polling et Staffelsee).
Le monastère est probablement détruit une première fois à la fin du IXe siècle ou au début du Xe siècle et une deuxième fois au milieu du Xe siècle. Cependant, l'église en pierre du monastère est préservée et reconstruite encore et encore. Les fouilles permettent de reconstruire l'histoire architecturale. Le monastère avait des droits de marché qui, après sa destruction, sont transférés à la ville de Landsberg.